# Tour de Force (film fra 2010)
 For alternative betydninger, se Tour de Force. (Se også artikler, som begynder med Tour de Force)
Tour de Force er en film fra 2010 instrueret af Kim Sønderholm.